# Furness Shipbuilding Company

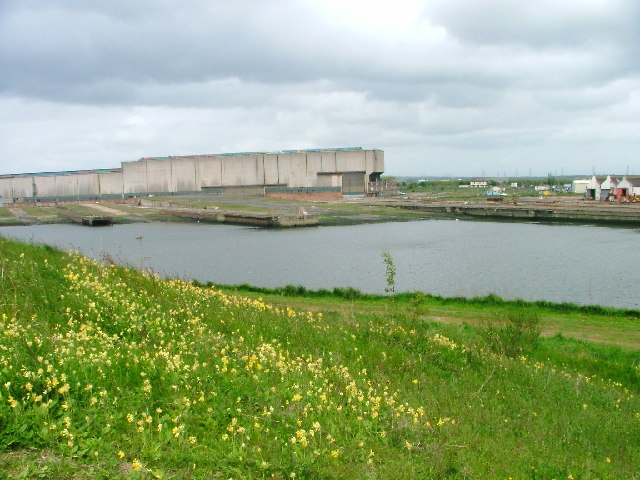
Die Werftanlagen im Jahr 2005

Die Furness Shipbuilding Company war eine Werft in Haverton Hill am Fluss Tees.

## Geschichte

### Gründung im Ersten Weltkrieg
Das Schiffbauunternehmen wurde 1917 als Tochtergesellschaft der West Hartlepooler Reederei Furness, Withy & Company gegründet. Zunächst wurde an einem etwa dreiviertel Kilometer langen Abschnitt des Flusses Tees in Haverton Hill am Nordufer gegenüber von Middlesbrough eine etwa 34 Hektar große Notwerft mit acht Hellingen und einem 300 mal 76 Meter messenden Ausrüstungshafen errichtet, um dem hohen Tonnagebedarf des Ersten Weltkriegs gerecht zu werden. Drei Monate nach Baubeginn fand im März 1918 auf der noch unfertigen Werft die erste Kiellegung des Schiffes War Energy statt.

### Zwischenkriegsjahre
Nach Kriegsende stellte Furness Shipbuilding zunächst die acht Regierungsaufträge von N1-Schiffen fertig und lieferte sie an belgische und italienische Reedereien ab, bevor ab 1920 erste Zivilaufträge hereingenommen wurden. Mitte 1919 zog sich die Furness-Familie aus der Geschäftsleitung der Muttergesellschaft Furness, Withy heraus, die durch einen Management-Buyout übernommen wurde, blieb aber im Besitz der Werft. Teil dieses Geschäfts waren Bauaufträge mit einem Auftragsvolumen von sechs Millionen Pfund, aus dem die Reederei bis Mitte 1925 18 Trampschiffe und zwei Colliers von der Furness-Werft erhielt. Daneben entstanden in dieser Zeit noch weitere Colliers und Trampschiffe, fünf größere Tanker sowie der Zweimastschoner Princess. In der zweiten Hälfte der 1920er Jahre erstellte die Werft für kanadische Reedereien eine Reihe von Große-Seen-Schiffe für den Getreide- und Gipstransport. Eines der Schiffe, die Cementkarrier (1930, 1971 BRT) war das erste dieselelektrische Schiff einer Werft aus North-East England. Daneben entstanden in den späten 1920er Jahren zwei Kombischiffe für die Grace Line und drei über 14.000 BRT große Walfang-Fabrikschiffe. In der ersten Hälfte der 1930er Jahre kam der Schiffbau aufgrund der Weltwirtschaftskrise nahezu zum Erliegen – lediglich drei Küstentanker, ein Stückgutfrachtschiff, sowie einige Trampschiffe und Colliers wurden gebaut. Nennenswert war darunter die Arctees, eines der ersten beiden Arcform-Schiffe nach den Patenten von Joseph Isherwood. Ab Mitte der 1930er Jahre verbesserte sich das Wirtschaftsklima zusehends und es kamen neue Aufträge herein. Schon 1936 wurden wieder elf Schiffe gebaut, darunter sieben Frachter für die Sowjetunion, die auf dem nördlichen Seeweg entlang der sibirischen Arktisküste eingesetzt werden sollten, Lake-Tanker für die „Lago Shipping Company“ und Frachtdampfer für die Palm Line. Bis zum Zweiten Weltkrieg folgten unter anderem ein Schwimmdock für Südafrika und weitere Lake-Tanker für Shell und einige größere Tanker.

### Zweiter Weltkrieg
In den Kriegsjahren erweiterte Furness seine Werft um vier zusätzliche Bauhellingen. Von 1939 bis 1946 lieferte die Werft zehn Ocean-Typ-Tanker, sechs Norwegen-Typ-Tanker, acht Standard-Fast-Tanker, 16 Channel Tanker und zwei Tanker für zivile Rechnung ab. Dazu kamen sechs Trampschiffe, vier davon vom Typ PF(B) und drei Walfabrikschiffe nach dem Entwurf der Vorkriegsbauten.

### Nachkriegszeit
Nach Kriegsende profitierte die Werft von den im Tankerbau gewonnenen Erfahrungen – das Orderbuch der folgenden zwei Jahrzehnte enthielt daher fast ausschließlich Tankschiffe, deren Größe beständig wuchs. Von 1947 bis 1963 entstanden 76 Seeschiffe und Tanker. 1951 veräußerte die Furness-Familie die werft an Charles Clore und Sears Holdings. 1961 waren 2750 Menschen bei der Furness Shipbuilding Company beschäftigt.
1963 modernisierte man die Werft und legte sie für den Bau der immer größer werdenden Schiffseinheiten, insbesondere Supertankern und Massengutschiffen aus. Nach der Ablieferung des Bulkcarrieres Essi Gina war die Werft 1963 jedoch erstmals in ihrer Geschichte, wenn auch nur kurzfristig, ohne einen einzigen Bauauftrag. 1966/67 baute man die Bohrinsel Staflo und im März 1968 wurde die Schließung der Werft in Haverton Hill angekündigt, was 3000 Arbeitsplätze gekostet hätte. Furness wurde jedoch von Swan Hunter Shipbuilders übernommen und arbeitete ab dem 1. Januar 1969 als deren Haverton Hill Shipyard weiter und stellte noch elf Schiffe fertig. Von 1971 bis 1976 lieferte die Werft jedes Jahr einen der sechs Tank-Schüttgutfrachter der Bridge-Klasse ab, deren letzte Einheit, die Liverpool Bridge unter ihrem späteren Namen Derbyshire traurige Berühmtheit erlangte, als sie am 9. September 1980 südlich von Japan im Taifun Orchid mit der kompletten Besatzung sank.
1977 ging Furness mit Swan Hunter in der staatseigenen British Shipbuilders Corporation auf. 1979 wurde die ehemalige Furness Shipbuilding Company nach 62 Jahren geschlossen. Die Werftanlagen wurden nicht abgebrochen, sondern zunächst weiter unterhalten.